# Louis Auguste Victor de Ghaisne de Bourmont
Louis Auguste Victor de Ghaisne, conte di Bourmont (Freigné, 2 settembre 1773 – Freigné, 27 ottobre 1846), è stato un generale francese, che divenne Pari di Francia e Maresciallo di Francia dal 1830.
Discendeva da un'antica famiglia originaria delle Fiandre, che nel corso dei secoli aveva donato alla Francia molti brillanti ufficiali, ed era figlio di Louis Marie Eugène de Ghaisne de Bourmont e di Joséphine Sophie Marie de Coutances.

## La rivoluzione francese
Entrò alla Real scuola militare di Sorèze nel 1787 e, il 12 ottobre dell'anno successivo, all'età di 15 anni, entrò nel reggimento delle Gardes-Françaises col grado di portabandiera. Allo scoppio della rivoluzione, assistette alla presa della Bastiglia e all'ammutinamento del proprio reggimento, quello stesso giorno. Il 31 agosto 1789, allo scioglimento della sua unità, ritornò al castello di Bourmont, per lasciarlo in compagnia del padre alla fine del 1790, con destinazione Torino. Nel 1791 servì sul Reno come aiutante di campo del principe di Condé.
Il 21 gennaio 1791, morto suo padre a Torino, tornò in Francia per qualche mese con la madre, per poi raggiungere il conte d'Artois a Coblenza, dove il reggimento delle Gardes-Françaises era stato da poco riformato col nome di hommes d'armes à pied e fu nominato sottotenente.
Nel 1792 partecipò alla campagna del feldmaresciallo Brunswick. Raggiunse quindi sua madre, a Bar-le-Duc, per poi lasciare la Francia ed arruolarsi come semplice soldato nel Corpo d'armata del principe di Condé, partecipò nel settembre 1793 allo sfondamento delle linee prussiane a Wissembourg e agli scontri di Bergheim.

## Le guerre di Vandea
Nel 1795 ottenne dal principe di Condé il permesso di passare all'ovest dov'ebbe un ruolo importante nelle Guerre di Vandea. L'aiutante generale, il visconte de Scépeaux, gli diede il comando in seconda delle sue truppe e il titolo di maggior generale.
Incaricato da Scépeaux di sollecitare la presenza all'ovest di un principe della famiglia dei Borbone, si rimise in marcia per tornare in Vandea ed apprese dello sbarco a Quiberon poco prima di arrivare.
Nel gennaio 1796, il visconte de Scépeaux lo incaricò di recarsi in Inghilterra per esporre a Luigi XVIII la situazione delle province realiste. Trovò il conte d'Artois a Edimburgo e ricevette dalle sue mani la Croce di San Luigi, nella stessa occasione in cui la ricevette il duca d'Angoulême. Aveva allora 22 anni.
Dall'Inghilterra preparò attivamente le elezioni del 21 marzo 1797, occupandosi di organizzare la propaganda realista nei dipartimenti dell'Eure, dell'Orne e del Côtes-d'Armor. Ritornò quindi in Vandea, ma, conclusasi la pace con i capi realisti, domandò al generale Hoche il permesso di tornare in Inghilterra. Il permesso gli fu negato, fu anzi escluso dalle misure di clemenza accordate agli insorti, col pretesto che era emigrato, e costretto all'esilio in Svizzera.

## La chouannerie
L'anno seguente entrò in nuove trame e tornò segretamente a Parigi, nell'ambito della cospirazione di cui era fulcro Pichegru. L'arresto dei capi militari sgominò il movimento, Bourmont fuggì a Londra dove rimase sino al 1799, quando ricominciò la guerra civile.
Lo chouan Georges Cadoudal era fra i nuovi capi vandeani. Sbarcato in Francia nel settembre 1799, Bourmont radunò un'armata di quindici legioni nelle contee di Maine, di Perche e nella zona di Chartres. Un mese dopo lo sbarco rientrò in campagna e, il 14 ottobre, le truppe realiste occuparono Le Mans..
Venne quindi la capitolazione del 21 gennaio 1800.

## Il complotto realista
Con la nuova pace, firmata il 2 febbraio 1800 con il primo console, Bourmont tornò a Parigi, dove sposò Juliette de Becdelièvre de La Bunelaye, figlia del marchese de Becdelièvre, ma, rifiutando di cedere alle sollecitazioni del primo console che gli offriva il grado di generale di divisione, fu dichiarato sospetto.
Compromesso nella cospirazione di Cadoudal, fu arrestato da Fouché il 17 gennaio 1801 e rinchiuso alla Tour du Temple e successivamente trasferito alla cittadella di Besançon.
Dopo tre anni e mezzo di prigionia evase il 5 agosto 1804 e fuggì in Portogallo. Quando gli inglesi invasero il paese nel 1807, si recò da Junot e gli offrì i propri servigi. Junot gli diede l'incarico di capo di Stato Maggiore della divisione comandata da Loison. Dopo la convenzione di Sintra (1808), seguì l'esercito francese e rientrò in patria con la propria famiglia, ma una tempesta disperse le navi, cosicché mentre Junot arrivò a La Rochelle, Bourmont arrivò alla fine d'ottobre nella baia di Quiberon. Fouché non dimenticò la sua precedente evasione, lo fece arrestare e condurre alla prigione di Nantes. Graziato in virtù dell'intervento di Junot, fu liberato il 12 dicembre, pur tenuto sotto sorveglianza.
Nel maggio 1810 ricevette una lettera di servizio da Clarke, ministro della guerra, con l'ordine di raggiungere l'Armata d'Italia a Napoli.

## Il primo impero
Durante l'Impero servì con distinzione nell'Armata d'Italia, Murat lo nominò capo di Stato Maggiore della 2ª Divisione di fanteria (generale Boussier), fu poi a Innsbruck e partecipò a tutte le operazioni del IV Corpo d'armata sino alla Campagna di Russia, quando Napoleone gli conferì la funzione di adjudant-commandant.
Impiegato durante le campagne del 1813 e 1814, ricevette dallo stesso Napoleone la Croix de la Légion d'honneur, e fu menzionato nei rapporti ufficiali della battaglia di Dresda. Nel frattempo (ottobre 1813) era stato nominato generale di brigata per la sua condotta a Lützen. Nella battaglia di Lipsia e nella ritirata che ne seguì si spese senza risparmio, arrivando a Bingen il 2 novembre, con solo 300 uomini della sua brigata.
L'11 e 12 febbraio 1814, avendolo l'imperatore lasciato a difendere Nogent-sur-Seine con un migliaio di uomini, resistette per due giorni a ventimila austriaci. La difesa gli valse il grado di generale di divisione.

## La restaurazione
Realista, con l'avvento della restaurazione fu uno dei primi a riconoscere la casa dei Borbone, per i quali aveva già combattuto in Vandea. Fu nominato comandante della 6ª Divisione con l'ordine di unirsi al maresciallo Ney e fu testimone della defezione delle truppe dell'ex generale bonapartista.
Quando Napoleone Bonaparte tornò in Francia, nel 1815, e durante i Cento Giorni, tornò a Parigi e gli si riavvicinò, temendo per l'indipendenza della Francia.
Ottenne il comando della 6ª Divisione del corpo d'armata comandato dal generale Gérard. Ma, realista, si oppose all'atto addizionale alla carta del 1814, votato da 1.500.000 francesi. Nell'esercito ci furono solo 320 voti contrari (contro 220.000) e quello di Bourmont fu tra questi. Pensò allora che il suo dovere fosse quello di lasciare l'esercito imperiale, mentre Luigi XVIII aveva insediato a Gand il governo reale.
La sua condotta era quindi decisa e la sua partenza per Gand solo questione di tempo e circostanze. Non credeva di dover essere fedele a Napoleone ma ai Borbone e lasciò il comando il 15 giugno, alla vigilia della battaglia di Ligny, tre giorni prima di Waterloo.
Si unì al re il quale, dopo Waterloo, gli diede il comando della frontiera del nord.

## La seconda restaurazione
All'entrata degli eserciti alleati in Francia, nominato comandante "straordinario" della 16ª Divisione, sollevò a favore della causa realista le popolazioni delle Fiandre, prese possesso di 17 città, fra cui Lilla, Dunkerque, Arras, Bapaume, ne chiuse l'accesso agli stranieri, preservando così dall'occupazione due province e conservando alla Francia 4.000 cannoni, 40.000 fucili e 6 milioni di franchi.
Comparve nel processo al maresciallo Ney e al generale Bonnaire e contribuì alla condanna del primo con la propria deposizione.
Con la seconda restaurazione Luigi XVIII non dimenticò il vecchio chouan e lo mise alla testa della 2ª Divisione di fanteria della garde royale a Besançon nel 1816, con la quale accompagnò il duca d'Angoulème nella spedizione di Spagna e tenne il comando in capo dell'armata quando il principe tornò in Francia.
Al ritorno fu nominato pari di Francia il 9 ottobre 1823 ed inoltre "gentiluomo della camera del re".
Chiamato come ministro della guerra il 9 agosto 1829 nel governo Polignac, fu nominato dal sovrano generale in capo dell'armata destinata alla spedizione d'Algeria, di cui aveva concepito e preparato il piano.

## L'Algeria
Il 14 giugno 1830 sbarcò in Algeria avendo con sé i quattro figli. Algeri capitolò il 5 luglio. Carlo X gli inviò in Algeria il bastone da maresciallo.
Prima che si decidesse l'avvenire della reggenza, andò avanti, si spinse fino a Blida, occupò Annaba e Orano nella prima metà d'agosto. L'11 agosto il nuovo ministro della guerra, il generale Gérard, gli diede ufficialmente la notizia della rivoluzione di luglio. Fu grazie al suo incarico all'estero che non fu implicato nel processo ai ministri seguito alla rivoluzione.

## Legittimista
Ma il maresciallo, legittimista, avendo rifiutato di prestare giuramento al nuovo re Luigi Filippo, fu considerato dimissionario e rimpiazzato il 3 settembre dal generale Clauzel. Ancora una volta la fedeltà a Carlo X e ai Borbone lo obbligò all'esilio.
Il 3 settembre, avendogli il comandante della flotta, ammiraglio Duperré, rifiutato l'uso di una nave francese, noleggiò a proprie spese il brigantino austriaco Amatissimo e si imbarcò coi figli ed il suo «solo tesoro»: il cuore del figlio Amédée morto in battaglia. Raggiunse in Inghilterra Carlo X, che lo accolse con calore.
Tentò quindi di rianimare la rivolta in Vandea, dove accompagnò la duchessa di Berry, cercando poi, dall'estero, di insediare sul trono di Francia, Enrico V, duca di Bordeaux, figlio della duchessa e nipote di Carlo X.
Si ritirò in Italia, per poi passare in Portogallo e in Spagna dove sostenne attivamente la causa di Michele del Portogallo, del quale comandò l'esercito, e di Carlo di Borbone. Condannato a morte in contumacia nel 1833, quando il governo francese applicò al suo caso le disposizioni contro chi serviva paesi stranieri senza autorizzazione, fissò la propria residenza in Germania.
Amnistiato nel 1840, morì pochi anni dopo nel castello avito di Bourmont.

## Cariche ed onorificenze
- Chevalier de Saint-Louis (13 maggio 1796)
- Chevalier de la Légion d'honneur (4 maggio 1813)
- Commandeur de la Légion d'honneur (23 agosto 1814)
- Commandeur de l'ordre royal et militaire de Saint-Louis (24 agosto 1817)
- Grand Officier de la Légion d'honneur (24 agosto 1820)
- Pair de France (9 ottobre 1923)
- Grand'croix de la Légion d'honneur (23 maggio 1825)
- Gentilhomme de la chambre du roi (17 febbraio 1828)
- Membro del consiglio superiore della guerra (17 febbraio 1828)
- Ministro della guerra (8 agosto 1829)
- Comandante in capo dell'Armata d'Algeria (11 aprile 1830)
- Maresciallo di Francia (14 luglio 1830)